# Arisaema barnesii
Arisaema barnesii är en kallaväxtart som beskrevs av Cecil Ernest Claude Fischer. Arisaema barnesii ingår i släktet Arisaema och familjen kallaväxter. Inga underarter finns listade.